# مونتانشيز
بلدية مُنتجس (بالإسبانية: Montánchez)‏، هي بلدية تقع في مقاطعة قصرش والتي تقع في منطقة إكستريمادورا، غرب إسبانيا. بلغ عدد سكانها 2.153 نسمة وفقاً لإحصائية سنة (2002).